# 鮮浪潮。語
《鮮浪潮。語》系列，為香港電視娛樂／MakerVille製作的短片節目，節目內容主要是挑選來自每一屆「鮮浪潮國際短片節」的作品播出。
「鮮浪潮國際短片節」每年都為電影創作人提供創作及展示作品的平台，為香港電影工業注入新血。節目中亦會邀請不同的資深電影工作者進行訪問，分享他們對電影行業的看法及經驗，讓觀眾認識新一代電影工作者。

## 每集一覽

### 鮮浪潮。語
《鮮浪潮。語》（英語：We Are From Fresh Wave）於2017年5月1日至26日逢星期一至五21:30-22:00於ViuTV播出，節目挑選20部來自第11屆「鮮浪潮國際短片節」的作品。
| 集數 | 播映日期      | 作品                         |
| 1    | 2017年5月1日  | 《五月的第一天》             |
| 2    | 2017年5月2日  | 《瀏陽河》                   |
| 3    | 2017年5月3日  | 《喝一杯吧》                 |
| 4    | 2017年5月4日  | 《命懸一念》                 |
| 5    | 2017年5月5日  | 《時光理髮》                 |
| 6    | 2017年5月8日  | 《積雲》                     |
| 7    | 2017年5月9日  | 《情關》                     |
| 8    | 2017年5月10日 | 《九號公路》                 |
| 9    | 2017年5月11日 | 《港女聖經37條》             |
| 10   | 2017年5月12日 | 《竊竊私語》                 |
| 11   | 2017年5月15日 | 《溫室野草》                 |
| 12   | 2017年5月16日 | 《長生店》                   |
| 13   | 2017年5月17日 | 《漩渦》                     |
| 14   | 2017年5月18日 | 《離家不遠》                 |
| 15   | 2017年5月19日 | 《劊子手》                   |
| 16   | 2017年5月22日 | 《游離份子》                 |
| 17   | 2017年5月23日 | 《Little Shop Of Grotesque》 |
| 18   | 2017年5月24日 | 《山洞野人》                 |
| 19   | 2017年5月25日 | 《無念》                     |
| 20   | 2017年5月26日 | 《終》                       |

### 鮮浪潮。語2018
《鮮浪潮。語2018》（英語：We Are From Fresh Wave 2018）於2018年5月13日至6月8日於ViuTV播出，節目挑選20部來自第12屆「鮮浪潮國際短片節」的作品播出。
| 集數 | 播映日期      | 作品                           |
| 1    | 2018年5月13日 | 頒獎禮 + 大獎作品：《下雨天》  |
| 2    | 2018年5月14日 | 最佳導演：《白沙堆》           |
| 3    | 2018年5月15日 | 《化生》                       |
| 4    | 2018年5月16日 | 《水母》                       |
| 5    | 2018年5月17日 | 《幸運兒》                     |
| 6    | 2018年5月18日 | 《重生》                       |
| 7    | 2018年5月21日 | 特別獎：《接近無限溫柔的瘋狂》 |
| 8    | 2018年5月22日 | 《出口》                       |
| 9    | 2018年5月23日 | 《跑吧》                       |
| 10   | 2018年5月24日 | 特別獎：《火》                 |
| 11   | 2018年5月25日 | 最佳攝影：《燈火》             |
| 12   | 2018年5月29日 | 開幕電影：《吊吊揈》           |
| 13   | 2018年5月30日 | 《離境》                       |
| 14   | 2018年5月31日 | 《失眠俱樂部》                 |
| 15   | 2018年6月1日  | 《人間樂園》                   |
| 16   | 2018年6月5日  | 《誰聽赤子心》                 |
| 17   | 2018年6月6日  | 《渡邊人》                     |
| 18   | 2018年6月7日  | 《忙於一事無成》               |
| 19   | 2018年6月8日  | 最佳編劇：《艷陽天》           |
| 20   | 2018年6月8日  | 《陳氏家族》                   |

### 鮮浪潮。語2019
《鮮浪潮。語2019》（英語：We Are From Fresh Wave 2019）於2019年7月9日至8月3日於ViuTV播出，節目挑選20部來自第13屆「鮮浪潮國際短片節」的作品播出。
| 集數 | 播映日期      | 作品             |
| 1    | 2019年7月9日  | 《木已成舟》     |
| 2    | 2019年7月10日 | 《林同學退學了》 |
| 3    | 2019年7月11日 | 《老人與狗》     |
| 4    | 2019年7月12日 | 《GoGo Club》    |
| 5    | 2019年7月13日 | 《紅棗薏米花生》 |
| 6    | 2019年7月16日 | 《赤手》         |
| 7    | 2019年7月17日 | 《兩種孤獨》     |
| 8    | 2019年7月18日 | 《不負好時光》   |
| 9    | 2019年7月19日 | 《全部都係雞》   |
| 10   | 2019年7月20日 | 《蛋》           |
| 11   | 2019年7月23日 | 《金繼》         |
| 12   | 2019年7月24日 | 《兼職人類》     |
| 13   | 2019年7月25日 | 《蕃茄田》       |
| 14   | 2019年7月26日 | 《齒輪》         |
| 15   | 2019年7月27日 | 《飛往父親的鳥》 |
| 16   | 2019年7月30日 | 《我的孤兒》     |
| 17   | 2019年7月31日 | 《夜》           |
| 18   | 2019年8月1日  | 《萬事如意》     |
| 19   | 2019年8月2日  | 《靈落之丘》     |
| 20   | 2019年8月3日  | 《十七樓》       |

### 鮮浪潮。語2020
《鮮浪潮。語2020》（英語：We Are From Fresh Wave 2020）於2020年7月13日至9月7日於ViuTV播出，節目挑選9部來自第14屆「鮮浪潮國際短片節」的作品播出。
| 集數 | 播映日期      | 作品           |
| 1 | 2020年7月13日 | 《光》         |
| 2 | 2020年7月20日 | 《三步》       |
| 3 | 2020年7月27日 | 《同林鳥》     |
| 4 | 2020年8月3日  | 《野小子》     |
| 5 | 2020年8月10日 | 《夜來春》     |
| 6 | 2020年8月17日 | 《慢潛灣》     |
| 7 | 2020年8月24日 | 《阿毛》       |
| 8 | 2020年8月31日 | 《詩恩》       |
| 9 | 2020年9月7日  | 《看電影的人》 |
| 備註：由於《慾河》被電影、報刊及物品管理辦事處評定為第III級影片 及《聽不到的聲音》因題材涉及社會事件的關係， 該兩部作品均不會被安排播出。 |               |                |

### 鮮浪潮。語2021
《鮮浪潮。語2021》（英語：We Are From Fresh Wave 2021）於2021年8月16日至10月18日於ViuTV播出，節目挑選20部來自第15屆「鮮浪潮國際短片節」的作品播出。
| 集數 | 播映日期       | 作品                                   |
| 1    | 2021年8月16日  | 《氾濫》、《菲與火》                   |
| 2    | 2021年8月23日  | 《Immer》、《燈影》                    |
| 3    | 2021年8月30日  | 《老頭村》、《假日》                   |
| 4    | 2021年9月6日   | 《完全紙紮手冊》、《桑榆之處》         |
| 5    | 2021年9月13日  | 《樂花》、《叩門》                     |
| 6    | 2021年9月20日  | 《老中青》、《品格證人》               |
| 7    | 2021年9月27日  | 《日落黃昏》、《Ateh》                 |
| 8    | 2021年10月4日  | 《長日漫漫》、《壞帳》                 |
| 9    | 2021年10月11日 | 《這一段戀情不再有痕跡》、《非婚之婚》 |
| 10   | 2021年10月18日 | 《天下烏鴉》、《生者如斯》             |

### 鮮浪潮。語2022
《鮮浪潮。語2022》（英語：We Are From Fresh Wave 2022）於2022年8月1日至9月12日於ViuTV播出，節目挑選13部來自第16屆「鮮浪潮國際短片節」的作品播出。
| 集數                                                                                         | 播映日期      | 作品                       |
| 1                                                                                            | 2022年8月1日  | 《呼～》、《風雨中人》     |
| 2                                                                                            | 2022年8月8日  | 《紅伶宴》、《金刀女俠》   |
| 3                                                                                            | 2022年8月15日 | 《過冬》、《36649》        |
| 4                                                                                            | 2022年8月22日 | 《煨燼》、《餘燼》         |
| 5                                                                                            | 2022年8月29日 | 《九龍皇帝》、《林中無廬》 |
| 6                                                                                            | 2022年9月5日  | 《愛的輪候碼》、《送別》   |
| 7                                                                                            | 2022年9月12日 | 《防止自殺手冊》           |
| 備註：由於《群鼠》被電影、報刊及物品管理辦事處評定為第III級影片關係， 該作品不會被安排播出。 |               |                            |

### 鮮浪潮。語2023
《鮮浪潮。語2023》（英語：We Are From Fresh Wave 2023）於2023年9月3日至11月12日於ViuTV播出，節目挑選11部來自第17屆「鮮浪潮國際短片節」的作品播出。
| 集數   | 播映日期       | 作品               |
| 1      | 2023年9月3日   | 《是日精選》       |
| 2      | 2023年9月10日  | 《裊裊》           |
| 3      | 2023年9月17日  | 《直到我看見彼岸》 |
| 4      | 2023年9月24日  | 《祝君安好》       |
| 5      | 2023年10月1日  | 《歸途》           |
| 6      | 2023年10月8日  | 《只有影子在動》   |
| 7      | 2023年10月15日 | 《荔枝椿象》       |
| 8      | 2023年10月22日 | 《骨灰走鬼事件》   |
| 9      | 2023年10月29日 | 《彌留以後》       |
| 10     | 2023年11月5日  | 《漂與泊之間》     |
| 11     | 2023年11月12日 | 《蠍子草》         |
| 備註： |                |                    |

### 鮮浪潮。語2024
《鮮浪潮。語2024》（英語：We Are From Fresh Wave 2024）於2024年8月18日起於ViuTV播出，節目挑選來自第18屆「鮮浪潮國際短片節」的作品播出。
| 集數   | 播映日期      | 作品                   |
| 1      | 2024年8月18日 | 《鬼妹》               |
| 2      | 2024年8月25日 | 《極樂》               |
| 3      | 2024年9月1日  | 《黑羊》               |
| 4      | 2024年9月8日  | 《冬日晨光》           |
| 5      | 2024年9月15日 | 《Landing On Ice》     |
| 6      | 2024年9月22日 | 《宇宙有什麼不是暫時》 |
| 7      | 2024年9月29日 | 《眩光》               |
| 8      | 2024年10月6日 | 《游離之繞》           |
| 備註： |               |                        |

## 外部連結
- ViuTV：鮮浪潮。語2022
- ViuTV：鮮浪潮。語2023 （页面存档备份，存于）
- ViuTV：鮮浪潮。語2024 （页面存档备份，存于）
- 第十一屆鮮浪潮國際短片節 （页面存档备份，存于）
- 第十二屆鮮浪潮國際短片節 （页面存档备份，存于）
- 第十三屆鮮浪潮國際短片節 （页面存档备份，存于）
- 第十四屆鮮浪潮國際短片節 （页面存档备份，存于）
- 第十五屆鮮浪潮國際短片節 （页面存档备份，存于）
- 第十六屆鮮浪潮國際短片節 （页面存档备份，存于）
- 第十七屆鮮浪潮國際短片節 （页面存档备份，存于）
- 第十八屆鮮浪潮國際短片節 （页面存档备份，存于）
- 《鮮浪潮‧語2018》播放時間表 5月13日隆重首播 （页面存档备份，存于）

## 電視節目的變遷
| 香港 ViuTV 星期一至五 21:30-22:00 | 香港 ViuTV 星期一至五 21:30-22:00                          | 香港 ViuTV 星期一至五 21:30-22:00 |
| --- | ---------------------------------------------------------- | --- |
| | 鮮浪潮。語 （2017年5月1日-5月26日）                        | |
| 午夜伴廊 （2017年4月3日-4月28日） | 詭探 （2017年5月29日-7月7日）                              | |
| 香港 ViuTV 星期一至五 22:30-23:15 |                                                            | |
| 嚮導玩（第6集至第15集） （22:30-23:00） （2018年4月30日-5月11日）                                                                                              | 鮮浪潮。語2018 （第2集至第11集） （2018年5月14日-5月25日） | 走佬去臺灣 （22:30-23:00） （2018年5月28日-6月13日） |
| 香港 ViuTV 星期二至五（星期一至四深夜） 00:30-01:00 · 2018年5月29日及30日 00:30-01:15 · 2018年6月8日 00:30-01:30（連續播映兩集）                               |                                                            | |
| 營業部長 吉良奈津子 （00:30-01:30） （2018年5月9日-5月24日）                                                                                                   | 鮮浪潮。語2018 （第12集至第20集） （2018年5月29日-6月8日） | 深宵新聞 （2018年6月12日-6月14日） |
| 香港 ViuTV 星期二至五（星期一至四深夜） 00:00-00:45、星期六（星期五深夜） 00:00-00:30 · 2019年7月9日 00:00-01:00 · 2019年7月30至8月3日 00:00-00:30             |                                                            | |
| 四囝 （星期二至三 00:00-00:30） （2019年6月26日-7月3日）齊木楠雄的災難 （星期四至六 00:00-00:30） （2019年5月16日-7月6日）                                     | 鮮浪潮。語2019 （2019年7月9日-8月3日）                     | 深宵新聞 （星期二至三 00:00-00:30） （2019年8月6日-8月7日）暗殺教室 （星期四至六 00:00-00:30） （2019年8月8日-）                                                                                                 |
| 香港 ViuTV 星期一（星期日深夜） 00:00-00:30 · 2020年7月20日 01:00-01:30 · 2020年8月24日至9月7日 00:00-00:45                                                    |                                                            | |
| 脫獨工程（第1集至第12集） （00:00-01:00） （2020年4月20日-7月10日）                                                                                            | 鮮浪潮。語2020 （2020年7月13日-9月7日）                    | 入住請敲門（第8集至第10集） （2020年9月14日-9月28日） |
| 香港 ViuTV 星期一（星期日深夜） 00:30-01:30 · 2021年9月20日、27日 00:30-01:35                                                                                  |                                                            | |
| 破風 （00:00-02:45） （2021年8月9日） | 鮮浪潮。語2021 （2021年8月16日-10月18日）                  | 蠟筆小新劇場版：超級美味B級美食大逃亡 （00:30-02:30） （2021年10月25日） |
| 香港 ViuTV 星期一（星期日深夜） 00:00-01:15 · 2022年9月5日 00:00-01:00 · 2022年9月12日 00:00-00:45                                                             |                                                            | |
| Good Night Show 發洩擂台（第1集至第10集） （00:00-00:45） （2022年5月23日-7月25日）突擊旅行團（第1集至第7集、第9集） （00:45-01:15） （2022年5月30日-7月25日） | 鮮浪潮。語2022 （2022年8月1日-9月12日）                    | 超低能特攻隊（第1集至第2集） （00:00-00:30） （2022年9月19日-9月26日）撈出個世界（第8集至第9集） （00:30-01:00） （2022年9月19日-9月26日）起底事務所（第15集至第16集） （01:00-02:00） （2022年9月19日-9月26日） |
| 香港 ViuTV 星期日 14:30-15:30 |                                                            | |
| 龍鳳鬥（重播） （13:30-15:45） （2023年8月27日） | 鮮浪潮。語2023 （2023年9月3日-11月12日）                   | Have A Sweet Gym（重播） （14:30-15:00） （2023年11月19日-2024年2月25日）異國風情畫（重播） （15:00-15:30） （2023年11月19日-2024年2月11日）                                                                     |
| 香港 ViuTV 星期日 14:30-15:30 |                                                            | |
| — | 鮮浪潮。語2024 （2024年8月18日-）                          | — |